# Pulau Owi
Pulau Owi är en ö i Indonesien.   Den ligger i provinsen Papua, i den östra delen av landet, 3 300 km öster om huvudstaden Jakarta. Arean är 8,9 kvadratkilometer.
Terrängen på Pulau Owi är platt. Öns högsta punkt är 65 meter över havet. Den sträcker sig 3,2 kilometer i nord-sydlig riktning, och 4,8 kilometer i öst-västlig riktning.